# Pink Floyd World Tour 1968
Pink Floyd World Tour 1968은 영국의 록 밴드 핑크 플로이드의 월드 투어이다. 1968년 2월부터 12월까지 유럽과 북아메리카를 돌면서 진행되었다.

## 역사
Pink Floyd World Tour 1968은 1968년 4월에 기타리스트, 보컬리스트이자 작곡가였던 시드 배럿이 핑크 플로이드를 탈퇴하면서 어려워졌다. 또한 배럿이 4월에 탈퇴하였으나, 연주를 한 것은 68년 1월 뿐이었고, 그때는 기타리스트인 데이비드 길모어가 새로 합류한 5인조 그룹이었다. 하지만, 배럿은 곧바로 교체되었다. 베이스를 연주하는 로저 워터스가 유럽에 기반을 둔 콘서트 공연을 통해 밴드의 리더 역할을 할 수 있었지만, 메인 리더로서 배럿은 초반 공연의 중심이었다. 비록 핑크 플로이드가 영국을 중심으로 시작했지만, 콘서트의 대부분은 유럽 여러 곳의 음악 축제에서 열렸다. 이러한 콘서트에서 핑크 플로이드는 존경심을 받거나 몇몇 공연에 관객은 마지막 음이 연주될 때까지 침묵을 하기도 하였다.
배럿이 떠난 후 많은 곡들이 핑크 플로이드의 세트리스트에서 삭제되어 갔으나, 밴드가 배럿과 함께 연주했던 Interstellar Overdrive나 Astronomy Domine같은 몇몇 곡들은 1971년까지 핑크 플로이드의 세트리스트에 남아있었다. 특히 Astronomy Domine은 오르간의 추가 솔로 연주와 반복되는 가사로 인해 길이가 두 배로 늘어났다. Set the Controls for the Heart of the Sun은 1967년 말, 배럿과 함께 공연하였으나, 핑크 플로이드는 기타와 오르간 작업의 수를 늘리기 위해 곡을 재작업하였다. 그리고, 이 노래는 1972년까지 거의 모든 핑크 플로이드 콘서트에서 연주되었다. 1968년에는, 1967년에 열린 Games for May 콘서트에서 나온 공이 핑크 플로이드 라이브의 큰 부분이 되었다.
1968년 초에 "Murderistic Women"과 "Keep Smiling People"이라는 제목으로 소개되기도 했던 Care with That Axe, Eugene은 1973년까지 핑크 플로이드 라이브 쇼의 주요한 부분으로 계속 수정됐다. 한 해가 지나갈때마다 점점 길이가 길어졌고, 처음에는 4분의 길이가 후반에 8분까지 늘어났다.
또 핑크 플로이드의 콘서트에 생긴 다른 곡으로는 "The Massed Gadgets of Hercules"가 있는데, 이는 악기 버전의 A Saucerful of secrets의 초기이자 짧은 버전이다. The Massed Gadgets of Hercules처럼 곡의 끝부분에 길모어가 보컬을 맡게 되면서 곡의 길이가 6분에서 11분대로 점점 길어졌다.

### 투어 목록
| 날짜       | 도시           | 나라       | 장소                             |
| 유럽       | 유럽           | 유럽       | 유럽                             |
| ---------- | -------------- | ---------- | -------------------------------- |
| 2월 17일   | 테르뇌전       | 네덜란드   | 페트로네지 홀                    |
| 2월 17일   | 플리싱언       | 네덜란드   | 블리싱언 콘서트 홀               |
| 2월 18일   | 브뤼셀         | 벨기에     | RTB TV 스튜디오 (비브라토)       |
| 2월 19일   | 브뤼셀         | 벨기에     | RTB TV 스튜디오 (티너클란컨)     |
| 2월 20일   | 파리           | 프랑스     | ORTF TV 스튜디오 (보통 루주)     |
| 2월 21일   | 파리           | 프랑스     | ORTF TV 스튜디오 (디스코라마)    |
| 2월 22일   | 뢰번           | 벨기에     | 리에스쿨                         |
| 2월 23일   | 안트베르펜     | 벨기에     | 판넨후이스                       |
| 2월 24일   | 브뤼셀         | 벨기에     | 치타 클럽                        |
| 2월 25일   | 뷔쉼           | 네덜란드   | 데 앵                            |
| 2월 26일   | 케임브리지     | 잉글랜드   | 라이언 호텔                      |
| 3월 4일    | 아이즐워스     | 잉글랜드   | 아이즐워스 필름 스튜디오         |
| 3월 9일    | 맨체스터       | 잉글랜드   | 맨체스터 기술 전문대학교         |
| 3월 14일   | 벨파스트       | 북아일랜드 | 위틀라 홀 (2번)                  |
| 3월 15일   | 옥스퍼드       | 잉글랜드   | 스테이지 클럽, 클래런던 레스토랑 |
| 3월 16일   | 런던           | 잉글랜드   | 카지노 호텔, 태그스 아일랜드     |
| 3월 16일   | 런던           | 잉글랜드   | 미들 어스                        |
| 3월 17일   | 어트벨드       | 벨기에     | 클럽 '67                         |
| 3월 20일   | 리버풀         | 잉글랜드   | 뉴 그래프턴 룸스                 |
| 3월 22일   | 런던           | 잉글랜드   | 울위치 폴리테크닉                |
| 3월 24일   | 프랑크푸르트   | 서독       | 폭스빌등스하임                   |
| 3월 25일   | 취리히         | 스위스     | 미상                             |
| 3월 26일   | 런던           | 잉글랜드   | 반즈 커먼                        |
| 3월 28일   | 스트랫퍼드     | 잉글랜드   | 애비 밀스 펌핑 스테이션          |
| 3월 31일   | 흐로닝언       | 네덜란드   | 콘체르트잘 데 용                 |
| 4월 11일   | 화이트시티     | 잉글랜드   | BBC TV 센터                      |
| 4월 12일   | 브뤼셀         | 벨기에     | RTB TV 스튜디오                  |
| 4월 13일   | 브뤼셀         | 벨기에     | RTB TV 스튜디오                  |
| 4월 14일   | 브뤼셀         | 벨기에     | RTB TV 스튜디오                  |
| 4월 18일   | 로마           | 이탈리아   | 파이퍼 클럽                      |
| 4월 19일   | 로마           | 이탈리아   | 파이퍼 클럽                      |
| 4월 20일   | RAF 와딩턴     | 잉글랜드   | 레이븐 클럽                      |
| 4월 30일   | 잔담           | 네덜란드   | VARA TV 스튜디오                 |
| 5월 3일    | 런던           | 잉글랜드   | 웨스트필드 칼리지                |
| 5월 4일    | 브뤼셀         | 벨기에     | 시에터 140                       |
| 5월 5일    | 브뤼셀         | 벨기에     | 시에터 140                       |
| 5월 6일    | 로마           | 이탈리아   | 팔라조 델로 스포트 EUR           |
| 5월 11일   | 팔머           | 잉글랜드   | 서식스 대학교                    |
| 5월 17일   | 런던           | 잉글랜드   | 미들 어스 클럽                   |
| 5월 22일   | 안트베르펜     | 벨기에     | 호텔 빌바르드 팔레스             |
| 5월 23일   | 암스테르담     | 네덜란드   | 파라디스 (2번)                   |
| 5월 24일   | 랩워스         | 잉글랜드   | 펀치볼 호텔                      |
| 5월 25일   | 위쇼           | 잉글랜드   | 벨프리 호텔                      |
| 5월 26일   | 런던           | 잉글랜드   | PF 미들 어스 (Oz의 자선 행사)    |
| 5월 31일   | 암스테르담     | 네덜란드   | 파라디소                         |
| 5월 31일   | 암스테르담     | 네덜란드   | 판타지오                         |
| 6월 1일    | 암스테르담     | 네덜란드   | 리옌 3                           |
| 6월 1일    | 뷔쉼           | 네덜란드   | 데 앵                            |
| 6월 1일    | 아펠도른       | 네덜란드   | 유로베어스                       |
| 6월 2일    | 플리싱언       | 네덜란드   | 콘체르트게부                     |
| 6월 3일    | 히슈           | 네덜란드   | 데 파스                          |
| 6월 3일    | 비스프         | 네덜란드   | 비스프 센트럼                    |
| 6월 8일    | 해버퍼드웨스트 | 웨일스     | 마켓 홀                          |
| 6월 12일   | 케임브리지     | 잉글랜드   | 메이 볼 - 킹스 칼리지            |
| 6월 14일   | 런던           | 잉글랜드   | 유니버시티 칼리지 런던           |
| 6월 15일   | 맨체스터       | 잉글랜드   | 매직 빌리지                      |
| 6월 21일   | 옥스퍼드       | 잉글랜드   | 커메머레이션 볼 - 베일렬 칼리지  |
| 6월 22일   | 헤이그         | 네덜란드   | 하우트루스탈렌                   |
| 6월 25일   | 런던           | 잉글랜드   | BBC 피커딜리 스튜디오            |
| 6월 26일   | 셰필드         | 잉글랜드   | 셰필드 대학교                    |
| 6월 28일   | 슈루즈베리     | 잉글랜드   | 슈루즈베리 뮤직 홀               |
| 6월 29일   | 런던           | 잉글랜드   | 하이드 파크 (무료 콘서트)        |
| 북아메리카 |                |            |                                  |
| 7월 8일    | 시카고         | 미국       | 키네틱 플레이 그라운드           |
| 7월 12일   | 디트로이트     | 미국       | 그랜드 볼룸                      |
| 7월 13일   | 앤아버         | 미국       | 피프스 디멘션                    |
| 7월 15일   | 뉴욕           | 미국       | 더 신                            |
| 7월 16일   | 뉴욕           | 미국       | 더 신                            |
| 7월 17일   | 뉴욕           | 미국       | 더 신                            |
| 7월 18일   | 보스턴         | 미국       | 보스턴 티 파티                   |
| 7월 19일   | 보스턴         | 미국       | 보스턴 티 파티                   |
| 7월 20일   | 보스턴         | 미국       | 보스턴 티 파티                   |
| 7월 23일   | 필라델피아     | 미국       | WKBS-TV 스튜디오                 |
| 7월 24일   | 필라델피아     | 미국       | 필라델피아 뮤직 페스티벌         |
| 7월 26일   | 로스앤젤레스   | 미국       | 슈린 엑스포지션 홀               |
| 7월 27일   | 로스앤젤레스   | 미국       | 슈린 엑스포지션 홀               |
| 8월 2일    | 샌프란시스코   | 미국       | 아발론 볼룸                      |
| 8월 3일    | 샌프란시스코   | 미국       | 아발론 볼룸                      |
| 8월 4일    | 샌프란시스코   | 미국       | 아발론 볼룸                      |
| 8월 9일    | 시애틀         | 미국       | 이글스 오디토리엄                |
| 8월 10일   | 시애틀         | 미국       | 이글스 오디토리엄                |
| 8월 11일   | 시애틀         | 미국       | 이글스 오디토리엄                |
| 8월 16일   | 새크라멘토     | 미국       | 사운드 팩토리                    |
| 8월 17일   | 새크라멘토     | 미국       | 사운드 팩토리                    |
| 8월 23알   | 토런스         | 미국       | 더 뱅크                          |
| 8월 24일   | 토런스         | 미국       | 더 뱅크                          |
| 유럽       |                |            |                                  |
| 8월 24일   | 프레스타틴     | 웨일즈     | 더 로얄 리도, 센트럴 비치        |
| 8월 31일   | 카스털레       | 벨기에     | 카스티발 68 페스티벌             |
| 9월 1일    | 암스테르담     | 네덜란드   | 파라디소                         |
| 9월 4일    | 리치먼드       | 잉글랜드   | 리치먼드 에슬레틱 클럽           |
| 9월 6일    | 파리           | 프랑스     | ORTF TV 스튜디오                 |
| 9월 7일    | 파리           | 프랑스     | 르 빌보케                        |
| 9월 8일    | 샤틀레         | 벨기에     | 샤틀레 틴에이지 페스티벌         |
| 9월 13일   | 어딩턴         | 잉글랜드   | 마더스                           |
| 9월 14일   | 레이우아르던   | 네덜란드   | 푸크 페스티벌                    |
| 9월 20일   | 브리스틀       | 잉글랜드   | 빅토리아 룸스                    |
| 9월 26일   | 뉴캐슬         | 잉글랜드   | 메이페어 볼룸                    |
| 9월 27일   | 두눈           | 스코틀랜드 | 퀸즈 홀                          |
| 9월 28일   | 에센           | 서독       | 그루가할                         |
| 10월 1일   | 글래스고       | 스코틀랜드 | 메릴랜드 볼룸                    |
| 10월 4일   | 어딩턴         | 잉글랜드   | 마더스                           |
| 10월 6일   | 런던           | 잉글랜드   | 더 컨트리 클럽 - 벨사이즈 파크   |
| 10월 16일  | 리옹           | 프랑스     | 시에트르 뒤 위티엠므             |
| 10월 18일  | 노리치         | 잉글랜드   | 디 인더스트리얼 클럽             |
| 10월 19일  | 브뤼셀         | 벨기에     | 시에트르 140                     |
| 10월 20일  | 브뤼셀         | 벨기에     | 시에트르 140 (2번)               |
| 10월 25일  | 런던           | 잉글랜드   | 더 보트 하우스 - 큐              |
| 10월 26일  | 런던           | 잉글랜드   | 임페리얼 칼리지 런던             |
| 11월 1일   | 포츠머스       | 잉글랜드   | 하이버리 테크니컬 칼리지         |
| 11월 2일   | 런던           | 잉글랜드   | 런던 칼리지 오브 프린팅          |
| 11월 7일   | 런던           | 잉글랜드   | 포체스터 홀 - 베이스워터         |
| 11월 8일   | 런던           | 잉글랜드   | 피시몽거스 암즈 - 우드 그린      |
| 11월 15일  | 뮌헨           | 서독       | 블로우 업 클럽                   |
| 11월 16일  | 올텐           | 스위스     | 레슽랑 올텐-하머                 |
| 11월 17일  | 취리히         | 스위스     | 콩그레스하우스                   |
| 11월 22일  | 리치먼드       | 잉글랜드   | 리치먼드 에슬레틱 클럽           |
| 11월 23일  | 런던           | 잉글랜드   | 리전트 스트리트 폴리테크닉       |
| 11월 24일  | 런던           | 잉글랜드   | 컨트리 클럽 - 벨사이즈 파크      |
| 11월 27일  | 뉴캐슬언더라임 | 잉글랜드   | 킬 대학교                        |
| 11월 29일  | 런던           | 잉글랜드   | 베드포드 칼리지                  |
| 12월 2일   | 런던           | 잉글랜드   | 마이다 베일 스튜디오             |
| 12월 5일   | 본머스         | 잉글랜드   | 로열 아케이드 볼룸스             |
| 12월 7일   | 리버풀         | 잉글랜드   | 리버풀 스타디움                  |
| 12월 8일   | 머서티드빌     | 웨일즈     | ABC 시네마                       |
| 12월 12일  | 던디           | 스코틀랜드 | 칼리지 오브 아트                 |
| 12월 13일  | 리즈           | 잉글랜드   | 마퀴 클럽                        |
| 12월 14일  | 슬라우         | 잉글랜드   | 슬라우 칼리지 오브 테크놀로지    |
| 12월 15일  | 뉴캐슬어폰타인 | 잉글랜드   | 뉴 캐슬 시청                     |
| 12월 20일  | 런던           | 잉글랜드   | BBC 파리 시네마                  |
| 12월 27일  | 로테르담       | 네덜란드   | 데 도엘렌                        |
| 12월 28일  | 위트레흐트     | 네덜란드   | 말그리에탈-야베어스              |

## 세트 리스트
보통 세트리스트는 이 곡들이 포함되어 있었다.
1. Astronomy Domine
2. Interstellar Overdrive
3. Set the Controls for the Heart of the Sun
4. Pow R. Toc H.
5. Let There Be More Light
6. The Massed Gadgets of Hercules
7. Flaming
8. Keep Smiling People

### 다른 노래
1. Remember a Day (1968년 5월 6일 연주)
2. It Would Be So Nice (1968년 5월 11일 연주)
3. Matilda Mother (1968년 7월 26일 연주)

## 멤버
- 데이비드 길모어 – 기타, 보컬
- 로저 워터스 – 베이스, 보컬
- 릭 라이트 – 키보드, 보컬
- 닉 메이슨 – 드럼

### 추가 멤버
- 로이 하퍼 – 6월 29일 하이드 파크에서의 콘서트에서 심벌즈